# 日本型食生活
日本型食生活（にほんがたしょくせいかつ）は、米を主食とし、野菜や魚、海藻を中心とする日本の伝統的な食習慣の影響を受けた食生活であり、動物性脂肪や塩、砂糖の摂りすぎを避けた食生活のあり方である。1980年（昭和55年）に農林水産省によって提起され1983年（昭和58年）に提唱された。同様の指針は1985年に食生活指針が策定され、15年毎くらいに改定されている。
1945年（昭和20年）に第二次世界大戦が終わり、熾烈な食糧難の中でアメリカから食糧援助を受けた日本は、援助物資の有効活用を図るべく欧米型の食事を国を挙げて普及させた。だが、当のアメリカで食事が起こす健康問題が明らかとなり1977年に「米国の食事目標」が作られると、その影響を受けて日本で模索されたのが日本型食生活である。

## 概要
「日本型食生活」とは、昭和50年代の日本人の食生活を基礎とし、米飯を中心とし、主菜、副菜があり、魚や野菜、果物など多種多様な食品を摂るという食事内容のことである。汁物および主菜1品と副菜2品から成る一汁三菜を基本としたもので、米飯を中心として組み立てることによって、和風のおかず・西洋風のおかず・中華風のおかず等々と組み合わせることができるものであり、栄養的なバリエーションがひろげやすいバランスにすぐれた食事の組み立て方である。この米と魚と野菜の日本型の食生活をしてきたことが、日本人が世界有数の長寿であることの主たる理由だと国際的にも評価され、健康や長寿に良い食事スタイルであり、他国への食糧依存度を高めないため食料自給率、食料安全保障からも望ましい食事スタイルであるとしている。

## 経緯
第二次世界大戦後の食糧難のなか、アメリカの経済援助で小麦粉が大量に輸入され、占領政策の一環で学校給食はこの小麦粉を使ったパンと脱脂粉乳が主体であったため、子供たちを中心にパン食が普及した。連合国軍最高司令官のダグラス・マッカーサー元帥は「我が輩は米と魚と野菜の貧しい日本人の食卓を、パンと肉とミルクの豊かな食卓に変えるためにやってきた」と豪語している。
さらに、小麦粉が自由販売になった1952年（昭和27年）には栄養改善法が公布されたが、そのねらいは食生活洋風化の推進にあった。それは、GHQ公衆衛生福祉局長のクロフォード・F・サムス准将が「太平洋戦争はパン食民族と米食民族との対決であったが、結論はパン食民族が優秀だということだった」とのべていることからみても、うたがいない。そして厚生省は、栄養改善法に基づいて国民栄養調査を実施し栄養改善運動を始めた。そのため当時の栄養教育は、欧米流の栄養学を基礎とし、栄養改善運動ではパンを重視するなど欧米追随指向が顕著であり、欧米風の食生活を理想としていた。米偏重の是正が叫ばれ、日本人の主食とされてきた米は遠ざけられ、米は市場にだぶつき過剰時代に入り、1970年（昭和45年）には減反と米の買い入れ制限が始められた。日本人1人あたりの米の年間消費量は、戦後のピークの1962年（昭和37年）には118.3キログラムだったものが、その後一本調子で減少し1990年代後半には、ひと頃の半分の60キログラム台に落ち込んだ。

### 栄養改善の達成
1955年（昭和30年）に日本食生活協会が設立され、アメリカから資金援助を受け、キッチンカー（栄養指導車）を使って、栄養士が和洋中華の料理の実演をし指導した。栄養改善運動では様々なおかずを食べる指導が重視され、この結果おかずの比重が増加した。1965年（昭和40年）代ごろ以降は、小麦の消費量が増えていない一方で米のみが減少しており、国立民族学博物館名誉教授の石毛直道は、米の消費が減ったのは小麦製品の消費増というよりもおかずを沢山食べる様になったからと指摘している。またこの頃、都市ガスに加えプロパンガスが普及し始め、ステンレス流し台が発売され、家庭料理の在り方は大きく変化した。いつでも火が自由に使えるようになり、焼き物が手軽になり、強力な火力を必要とする揚げ物、炒め物も簡単に作れるようになった。日本の伝統的な調理である煮物、和え物の比重が低下し、欧米風、中華風の料理が食卓に提供されるようになった。西洋料理や中華料理には肉類が欠かせないが、その普及に象徴的なものが魚肉ソーセージである。もちろん魚肉ソーセージは魚を原料とし肉類ではないが準ずるものとして扱われ、日本の肉食の普及を側面から支え、しだいに実際の肉類の消費が増加し、米と魚と野菜の日本の伝統的食生活に代わり、肉類を使った欧米風・中華風の食生活が普及していった。
もともと日本人は米食悲願民族といわれ、都市部でも上流階級以外は白米を十分食べることができず、農村では水田地帯でさえも米以外の穀物や野菜などを大量に入れて混炊したかて飯を主食とし、畑作地帯では米はわずかしか手に入らず雑穀や芋類を食べる食事であり、加えて戦中戦後の米不足は凄まじく、大半の日本人が米を常食することはできなかった。それは闇市や、米よこせと叫んだ飯米獲得人民大会からもうかがえる。
その後、昭和40年代（1965年-1974年）初頭になって、ようやく米の自給が達成され名実ともに日本人の主食になった。この頃の日本人の食生活は、フランスの農学者、ジョセフ・クラッツマンをして、タンパク質・脂質・炭水化物のカロリー比率が理想的と言わしめたものであり、このバランスのとれた食生活のおかげで日本人の健康は目を見張る改善を実現し、平均寿命が世界トップクラスになった。また、医療費の増大に困っていたアメリカが、マクガバンレポートで、肉・乳製品・卵といった動物性食品を減らし、精白していない穀物や野菜、果物を多く摂るように勧告したその利用的な食事バランスは、当時の日本人の食生活が達成していた。しかし、日本でも欧米風や中華風のおかずの多い食生活が普及するにしたがい、米の消費量が減少する一方で脂質の消費が増加して、メタボリックシンドロームなど生活習慣病の増加の兆候がみられるようになっていた。
1976年（昭和51年）には、厚生省栄養課の初代課長で後に、国立栄養研究所長となった有本邦太郎は、日本人が米国に餌付けされ、私がその手先となったが、もはや退職していて取り返しがつかないと告白し、後悔していた。

## 望ましい食生活
このため方針の転換がなされ、米あまりによる食管会計の赤字に苦しんでいた農林水産省は、1980年（昭和55年）の農政審議会『80年代の農政の基本方向』にて、欧米諸国とは異なる日本型食生活ともいうべき食事パターンがあり、米を主食とした伝統的な食習慣が大きな影響を与えたものだとみられる、ということが報告された。農政審議会報告1982年（昭和57年）「80年代の農政の基本方向の推進について」の中で「多様性がありかつ栄養バランスのとれた健康的で豊かな食生活」と定義された。さらに農林水産省は、医学や栄養学などの26名の専門家からなる「食生活懇談会」をもうけた。5回の食生活懇談会が開催された。栄養過剰である方向へと進みつつあること、食生活の乱れは生活習慣病につながるのでそれを防ぎ、食生活の欧米化が輸入依存度を高めるため日本型食生活の維持は安全保障上からも望ましいとされた。
そして、1983年（昭和58年）に提言をとりまとめ、米を中心とし多種多様な食品を摂ることによって動物性脂肪や砂糖の摂りすぎを避けるという「日本型食生活」を提唱した。イエズス会の宣教師フランシスコ・ザビエルが、本部への報告のなかで、野菜とさほど多くもない米麦飯を常食とし、時々魚や果物を食べるのみでありながら、おどろくほど達者でしかも長寿命者が多いことを指摘しており、日本人の食生活は昔から、食べる楽しみや満足感はともかく、栄養学的には望ましいものであった。また、和食はその良さが見直され「和食 日本人の伝統的な食文化」はユネスコ無形文化遺産に登録されている。日本人は米を主食とすることで、飽食の時代以前は栄養過剰になりすぎずに来ており、それはパンと冷やっこのような組み合わせは考え難く、おかずから食べる洋食のようにではなく、ご飯と副食を交互に食べることで栄養バランスが保たれてきたことも挙げられる。日本の食文化は四季折々、地域性に応じて工夫し、「いただきます」「ごちそうさま」と感謝の気持ちを保ってきたことも評価される。
日本に栄養学を創設した佐伯矩の長女、佐伯芳子は1986年（昭和61年）にこう述べる。確かにアメリカ自身が問題とする食習慣を取り入れてしまい今日の食生活の欠点が作られているが、日本型食生活の議論は、佐伯矩が1937年（昭和12年）に国際連盟の会議で提唱し決議された7分搗き米を用いるという栄養学見地に立つことが忘れられてしまって、白米は良くないということで、一足飛びに話が玄米にまで飛んでしまっている。その後、欧米各国の食生活指針は、主食について科学的証拠の蓄積により全粒穀物を推奨してきた。
1990年（平成2年）前後から、全粒穀物が健康に貢献するという科学的な根拠が蓄積されてきたため、各国の食生活指針に精白していない穀物を中核とした食生活が推奨されるようになり、米については玄米が望ましいとされている。一日に玄米四合と味噌と少しの野菜を食べ…… ほめられもせず 苦にもされず そういうものに私はなりたい、と宮沢賢治も言っている。重労働をこなしていた時代には米を大量に食べてカロリー源とするのみならず、タンパク質も米から摂取していた。比率は多くはないものの人間にとっての必須アミノ酸がバランス良く含まれ、米はタンパク質の補給源としても秀れた食品であり、米のみで人体を維持するに十分なカロリーとタンパク質は得られるのである。そのため、米について精製しすぎないものが望ましいということを折り込もうともしたが、問題ないのではといった意見がもあり最終的な提言には盛り込まれなかった。
2016年（平成28年）の食生活指針を抜粋する。
- 主食、主菜、副菜を基本に、食事のバランス、を。
- ごはんなどの穀類をしっかりと。
- 野菜・果物、牛乳・乳製品、豆類、魚なども組み合わせて。
- 食塩は控えめに、脂肪は質と量を考えて。
  - 動物、植物、魚由来の脂肪をバランスよくとりましょう。
- 日本の食文化や地域の産物を活かし、郷土の味の継承を。